# 獅子亭
獅子亭是由國際獅子會分會撥款興建的涼亭，分佈香港和澳門各地。

## 太平山獅子亭

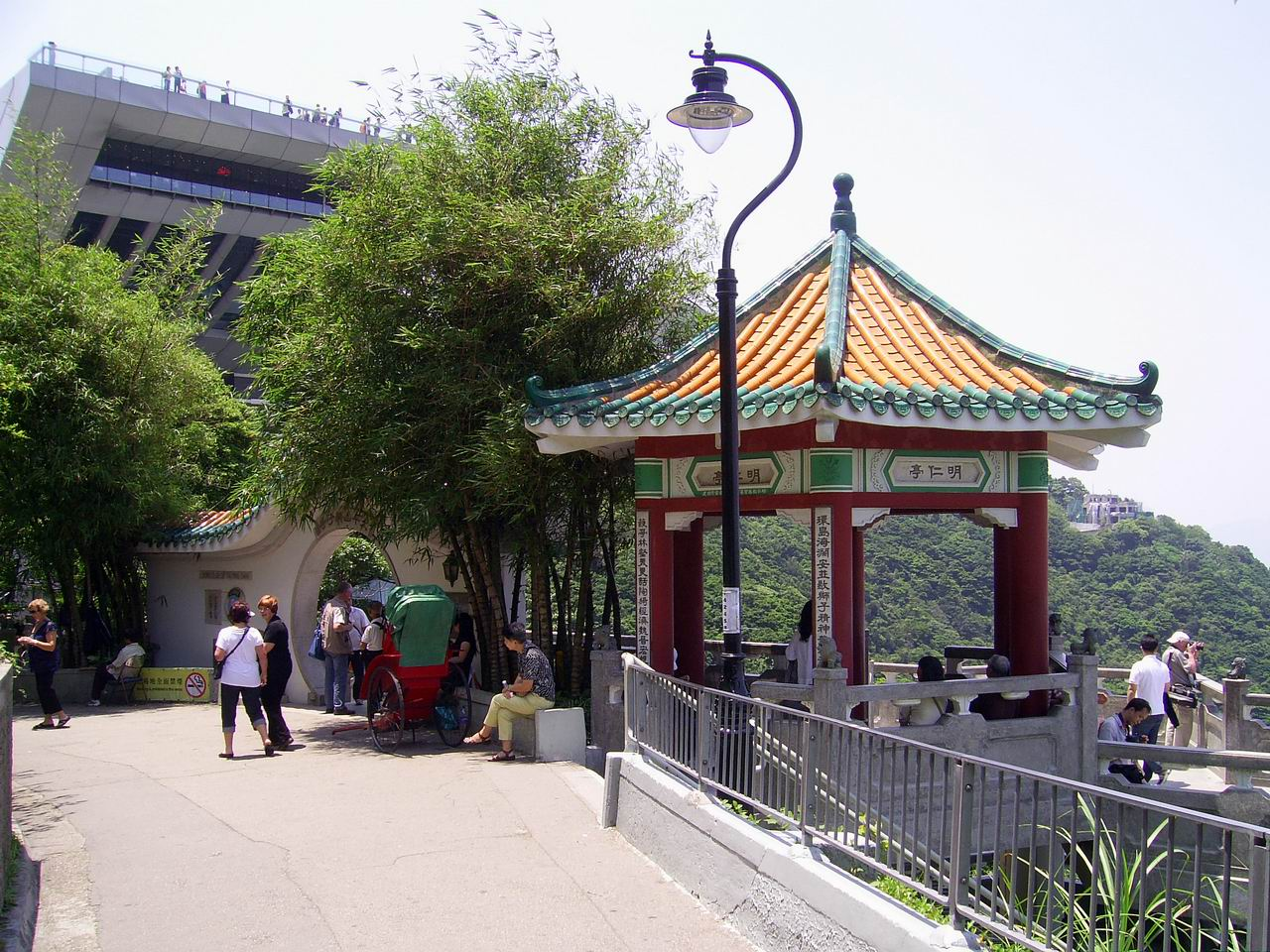
太平山狮子亭（正式名稱為明仁亭）

香港中西區太平山爐峰峽的獅子亭（正名明仁亭，又名太平山獅子亭）位於凌霄閣側，為最著名的獅子亭，亦是觀賞維多利亞港兩岸及高樓大廈的熱門地點。遊人可沿芬梨徑前往該亭。太平山獅子亭由明仁船務貿易有限公司施家宗及太平山獅子會捐款興建，1975年2月28日由當時民政署署長何鴻鑾主持奠基，於1976年9月3日由當時市政局主席沙利士主持揭幕。1992年重修，同年6月20日由當時市政局主席梁定邦剪綵啟用。

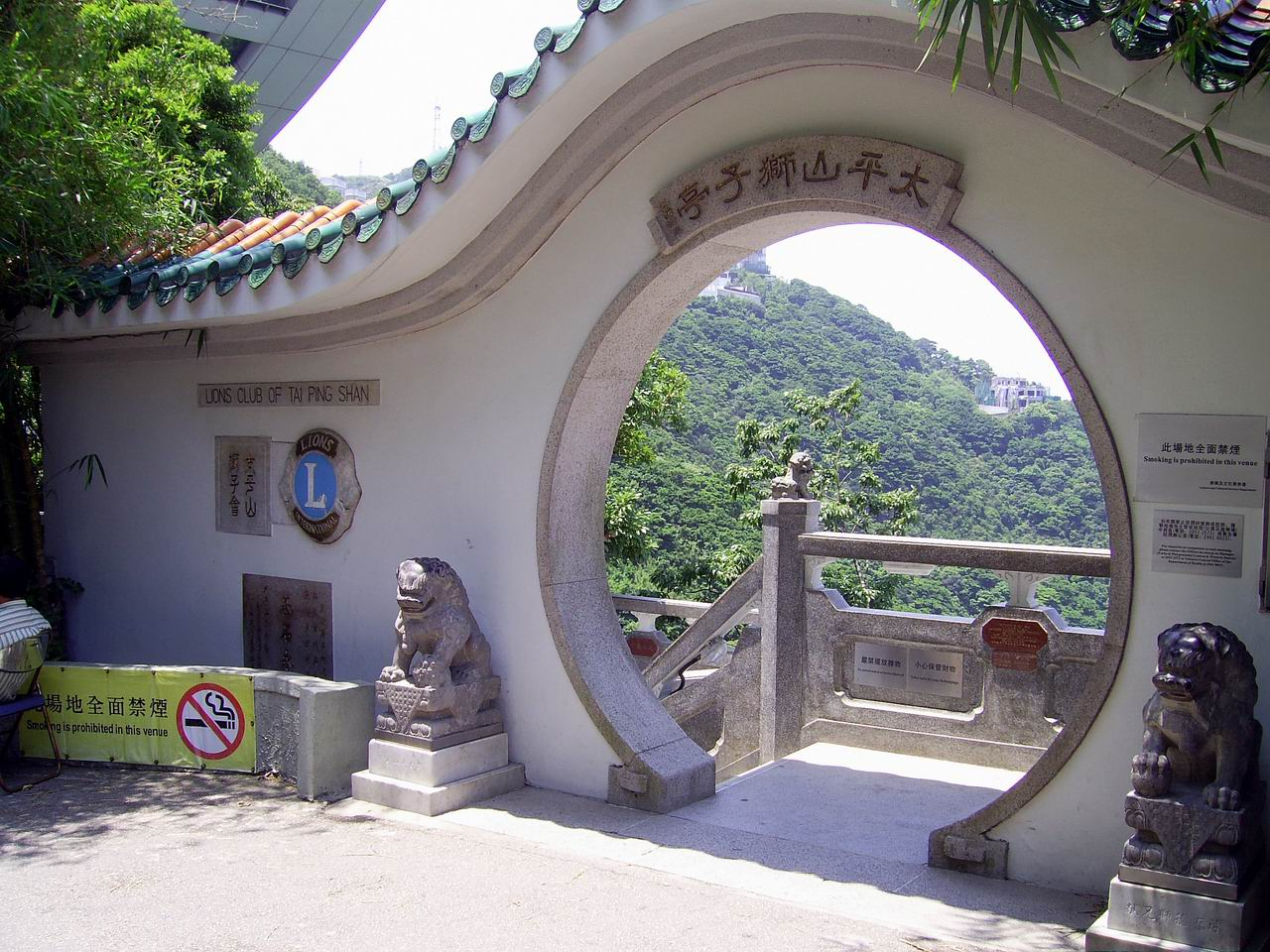
太平山獅子亭入口
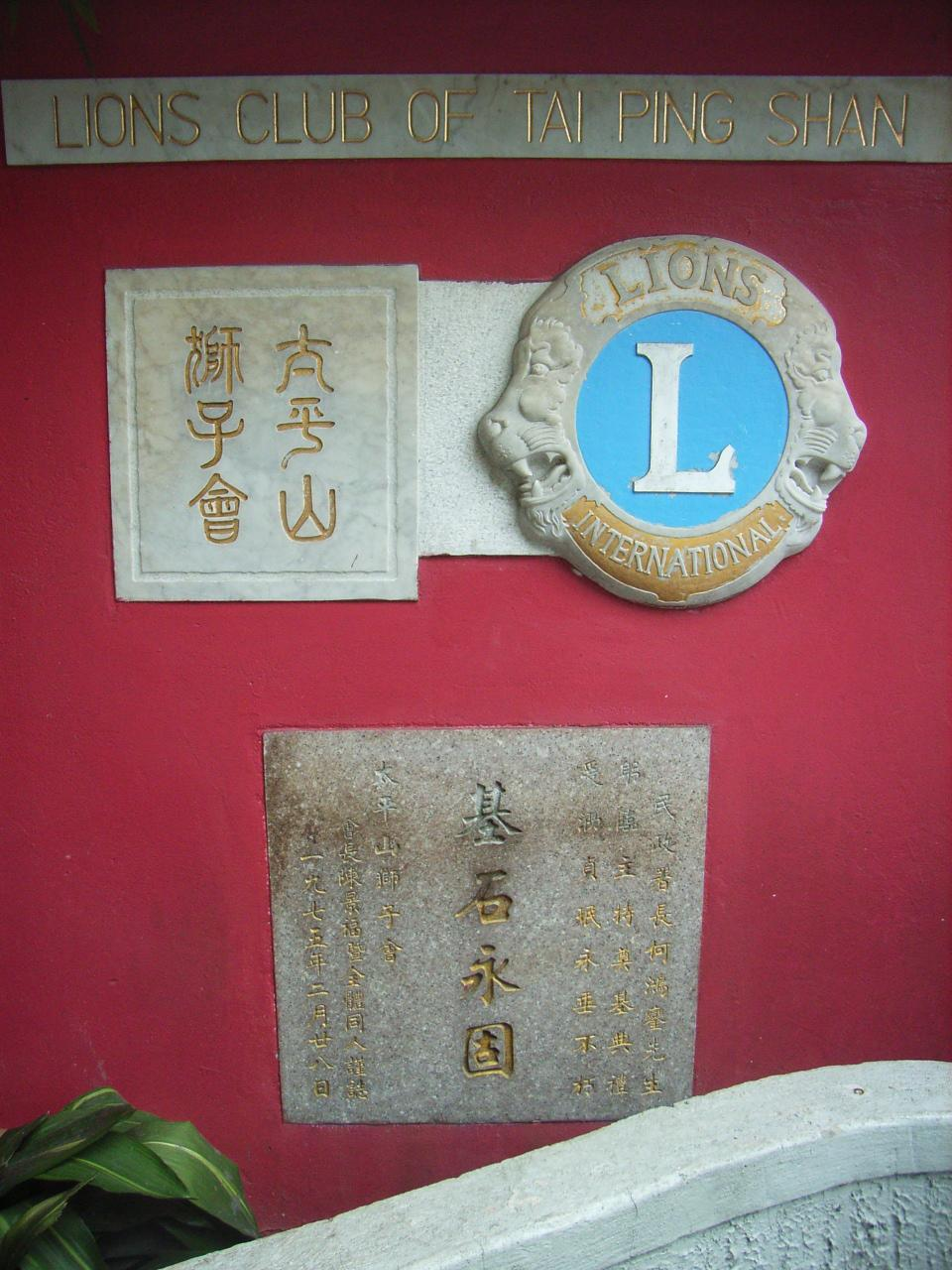
太平山獅子亭基石
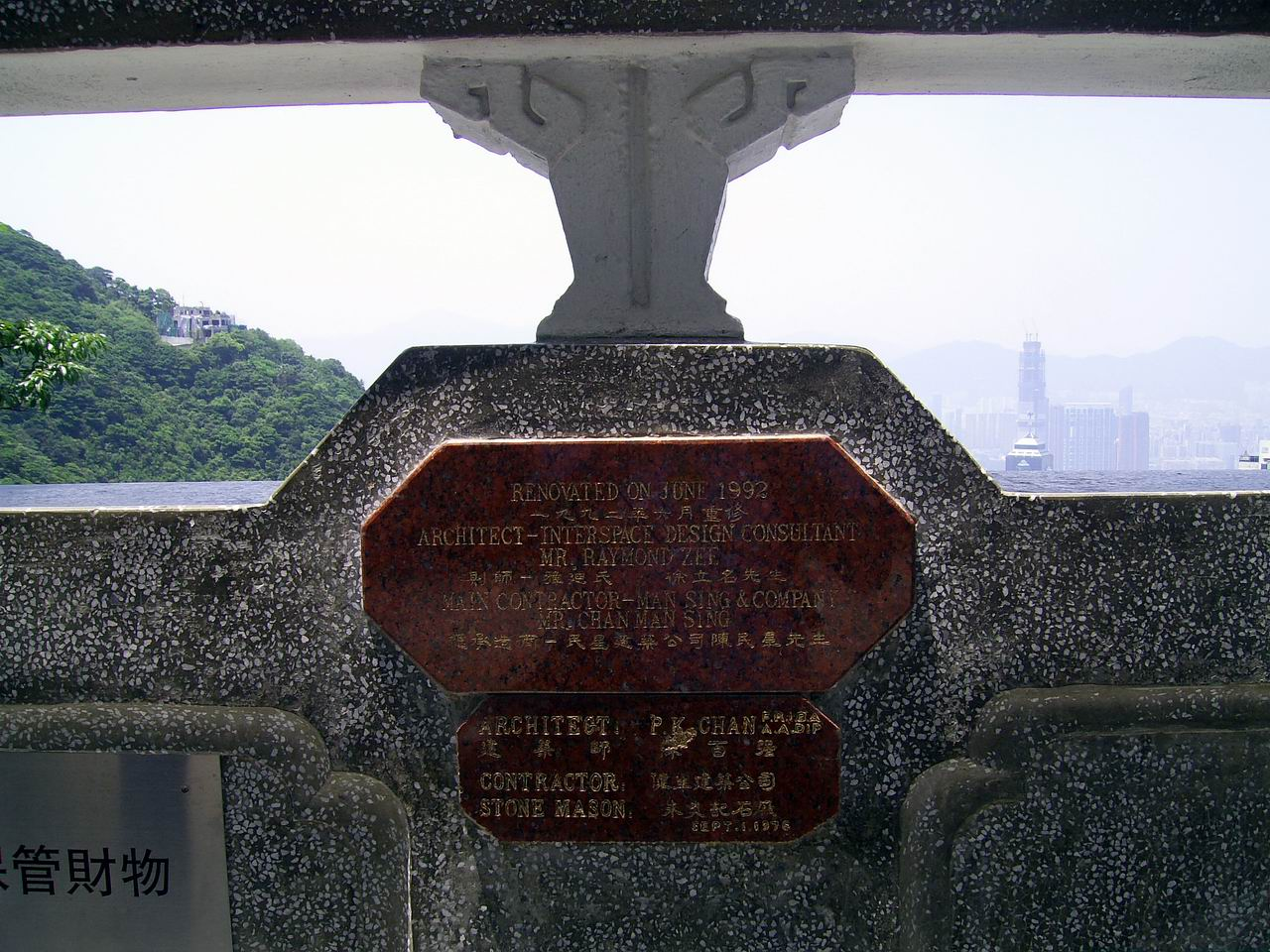
1976年初建及1992年重修的建築師
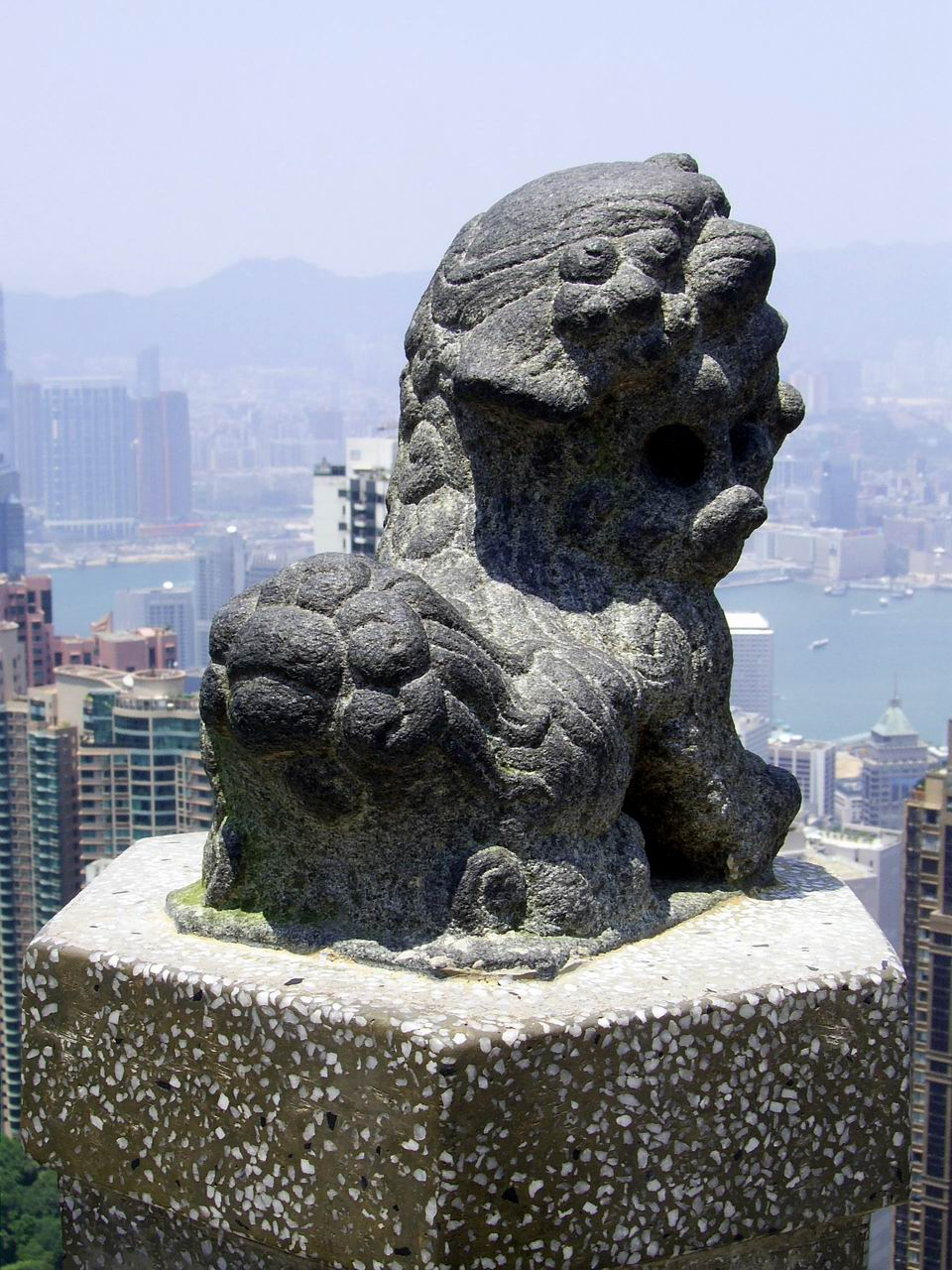
太平山獅子亭欄杆上的石獅
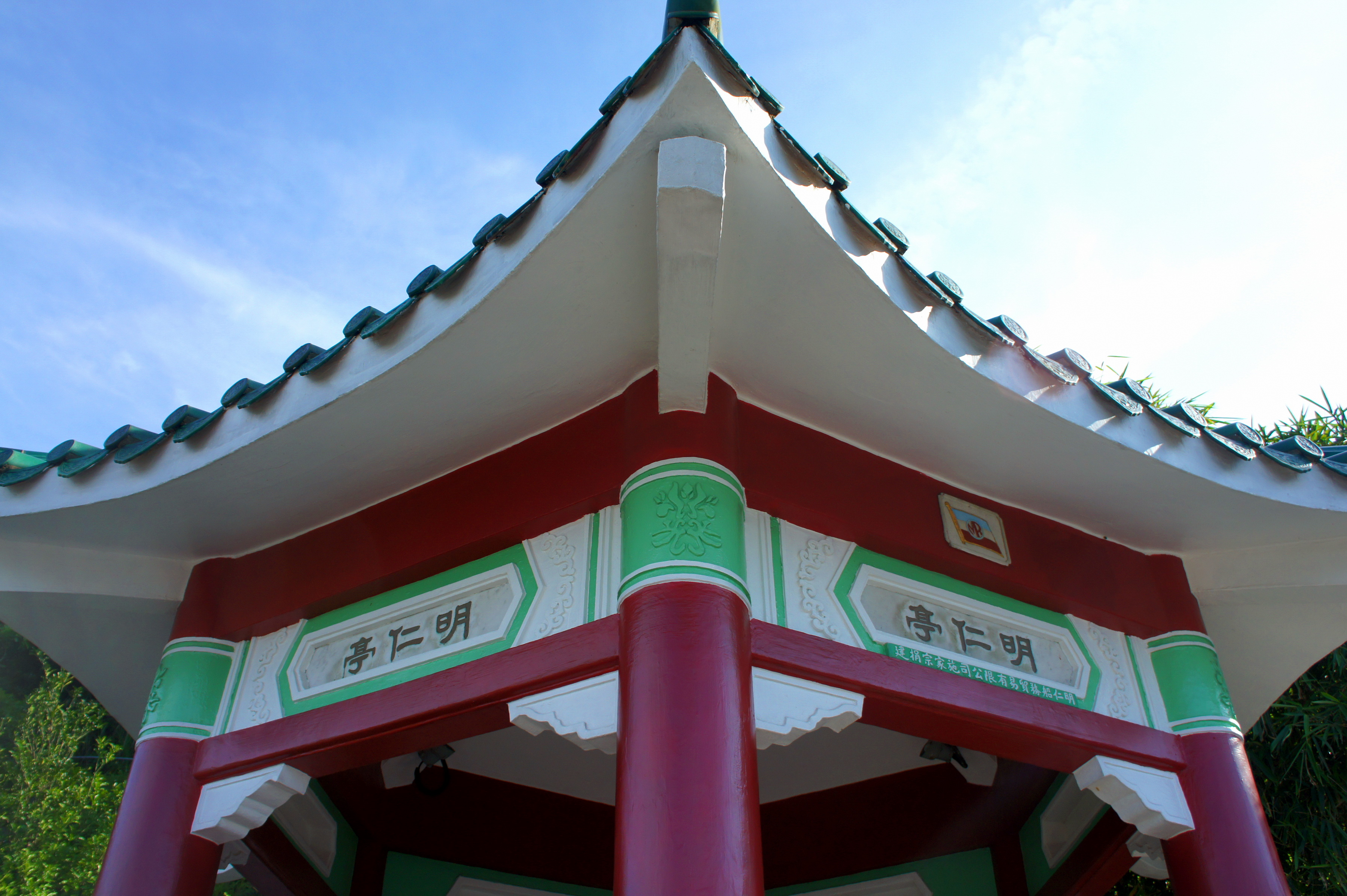
一般稱為獅子亭的涼亭，正式名稱為明仁亭

## 沙田坳獅子亭

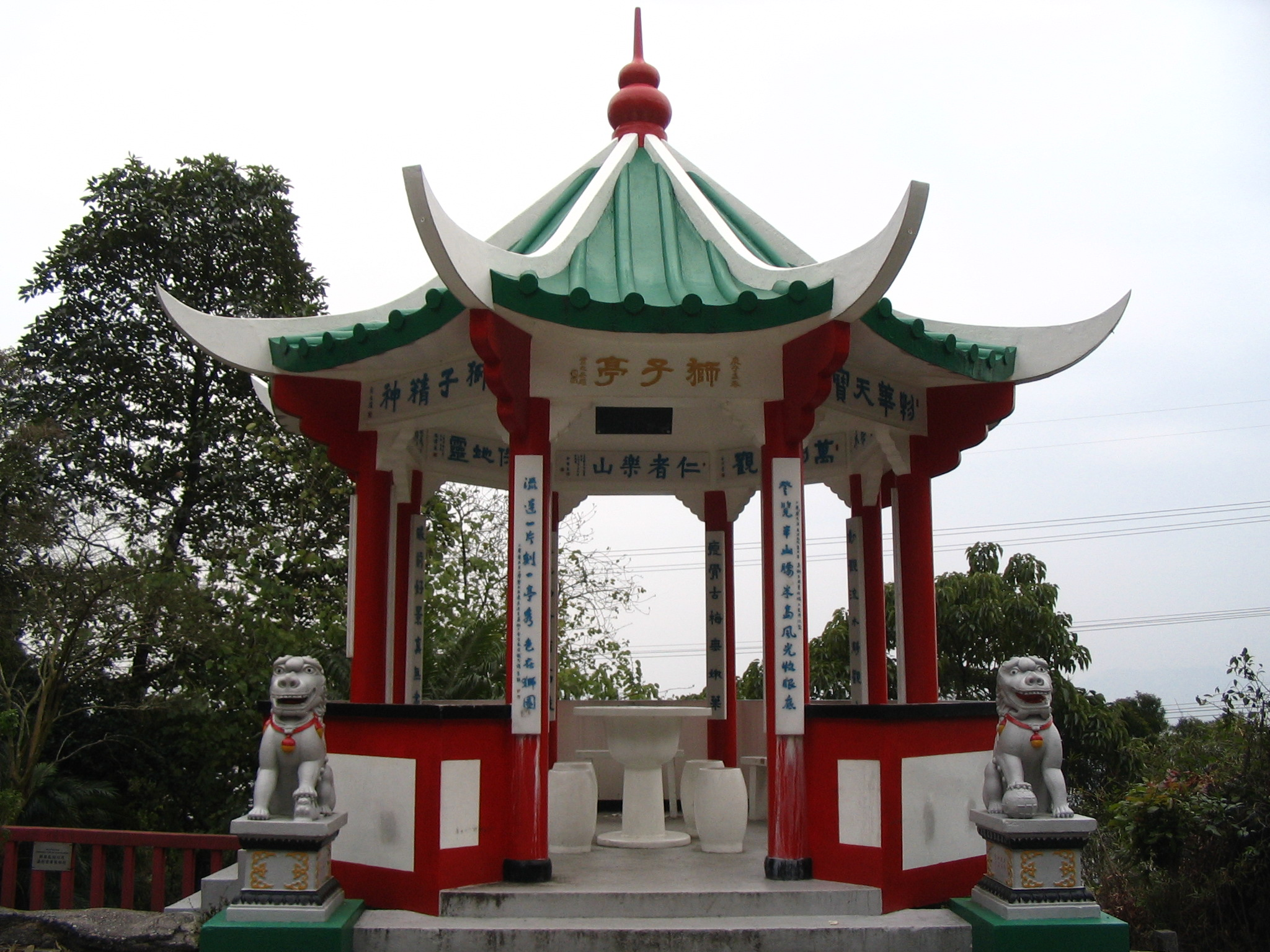
沙田坳獅子亭

香港沙田區沙田坳沙田坳道旁的獅子亭（又名沙田坳獅子亭）（近九龍半島黃大仙區，但是其位置在行政劃區上是屬沙田區）為半島獅子園的一部分，近年曾翻新過。亭前放有兩石獅。從該亭本可俯瞰九龍半島，但因亭前樹木越長越高的關係，現時該亭已非觀景的理想地點。遊人如要看風景，可稍移玉步前住獅子亭以東（慈雲山方向）或以西（雞胸山方向）的空曠地方。因為該處為衛奕信徑第五段和麥理浩徑第五段的交界，而且鄰近慈雲山住宅區，所以該亭成為行山及晨運人士稍事休息的地點。

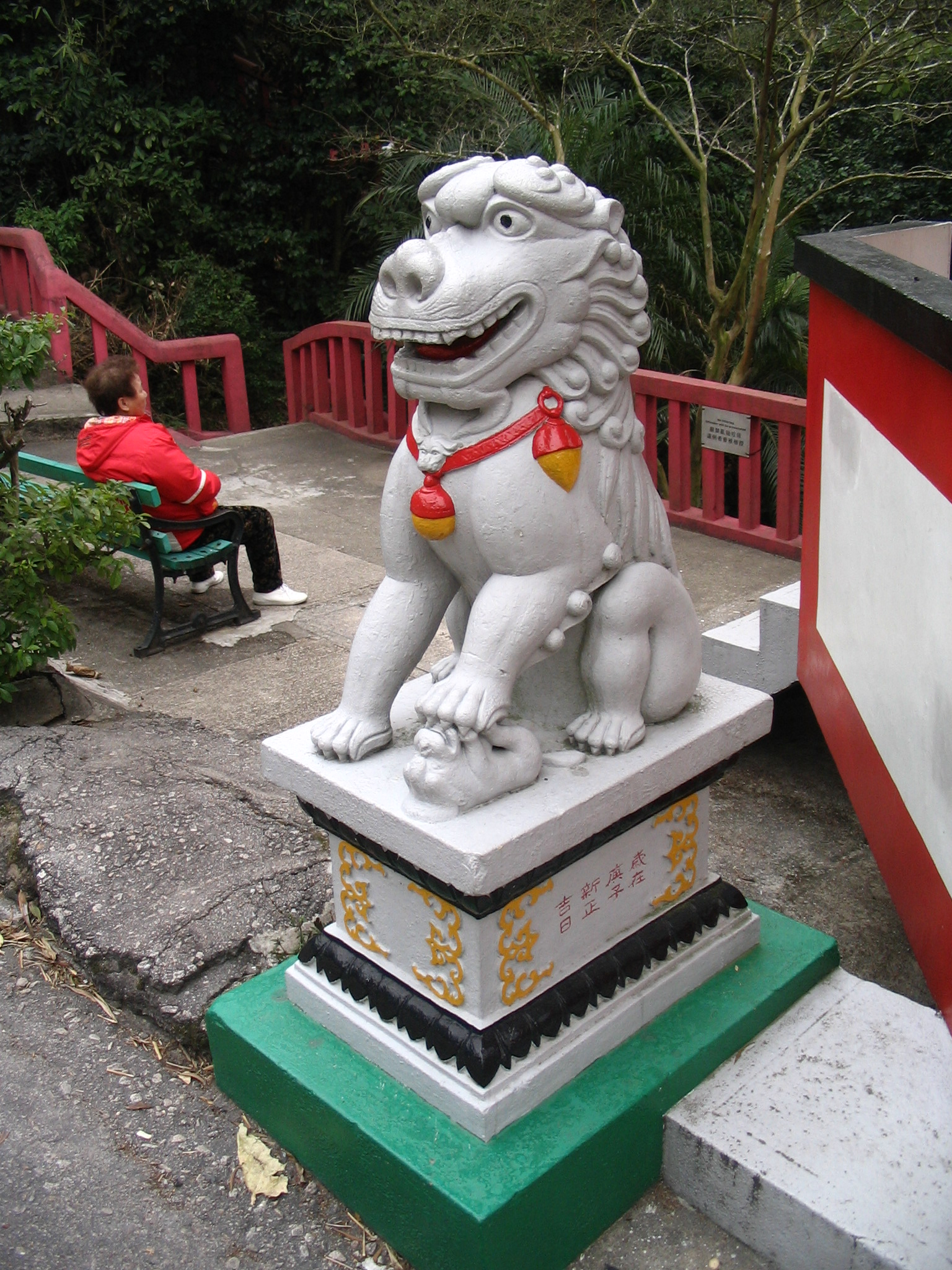
沙田坳獅子亭東邊石獅
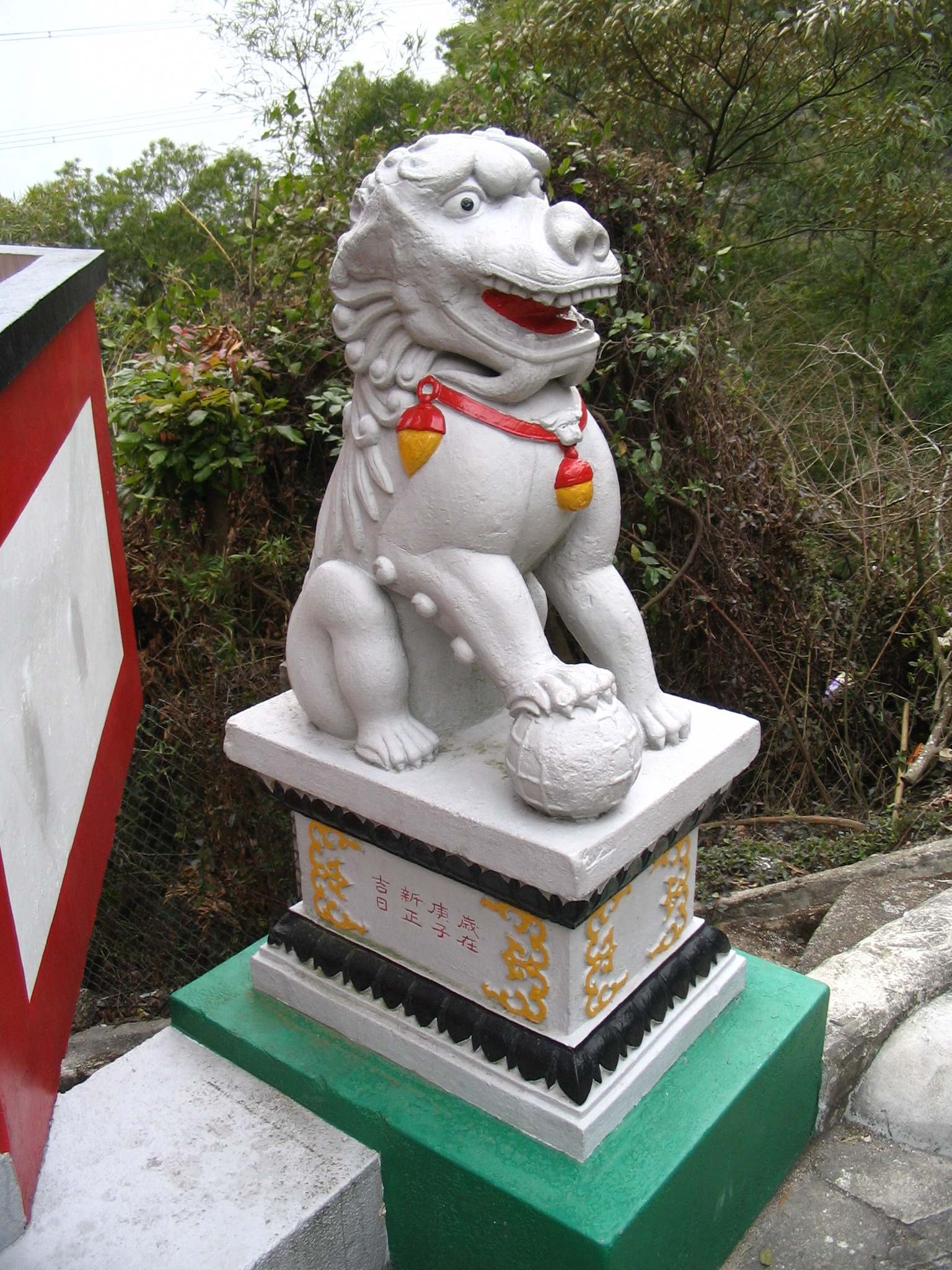
沙田坳獅子亭西邊石獅
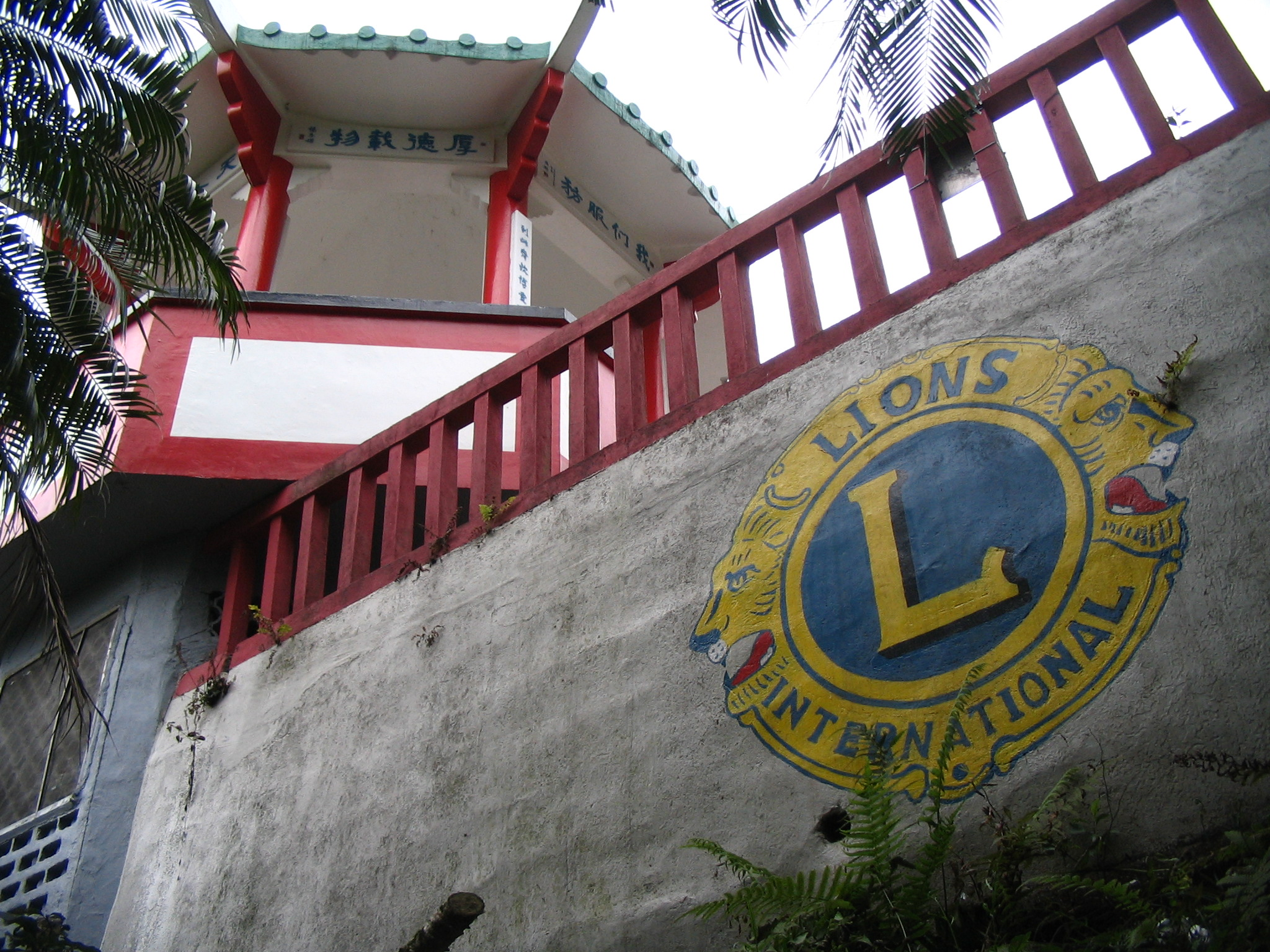
沙田坳獅子亭南面牆壁上的巨型獅子標誌

## 沙田獅子亭

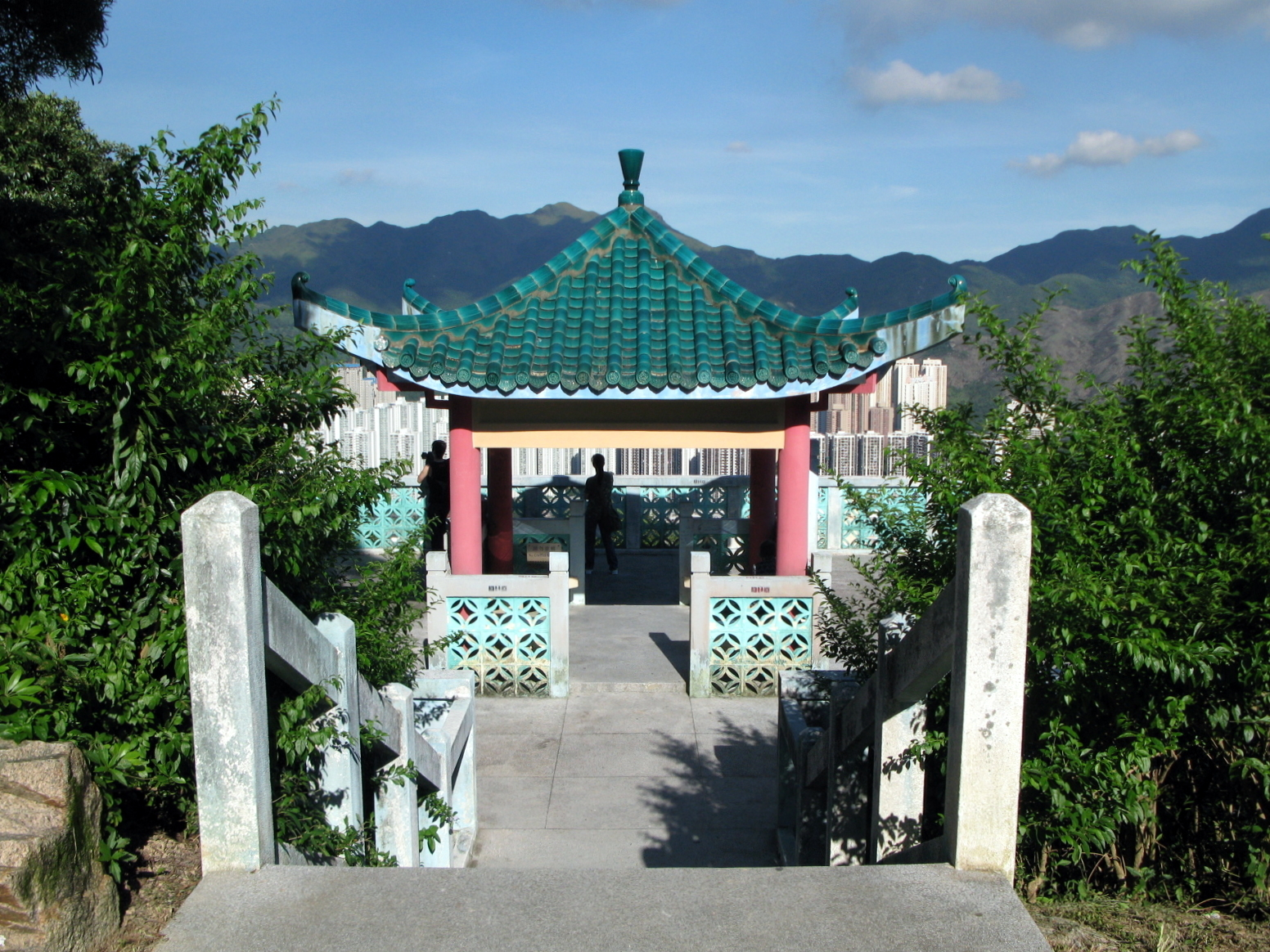
沙田獅子亭

香港沙田區火炭的獅子亭（又名沙田獅子亭或昂堂山獅子亭），由新界獅子會捐資興建，位於穗禾路盡頭的昂堂山（又稱火炭山）山峰上。該涼亭於1981年6月17日由當時沙田理民府夏思義博士主持奠基，同年12月建成。身處涼亭之中，遊人可居高臨下盡覽沙田新市鎮的全貌。該獅子亭也成為了沙田區議會為沙田區選出「沙田十景」之一。

## 九龍中央獅子亭

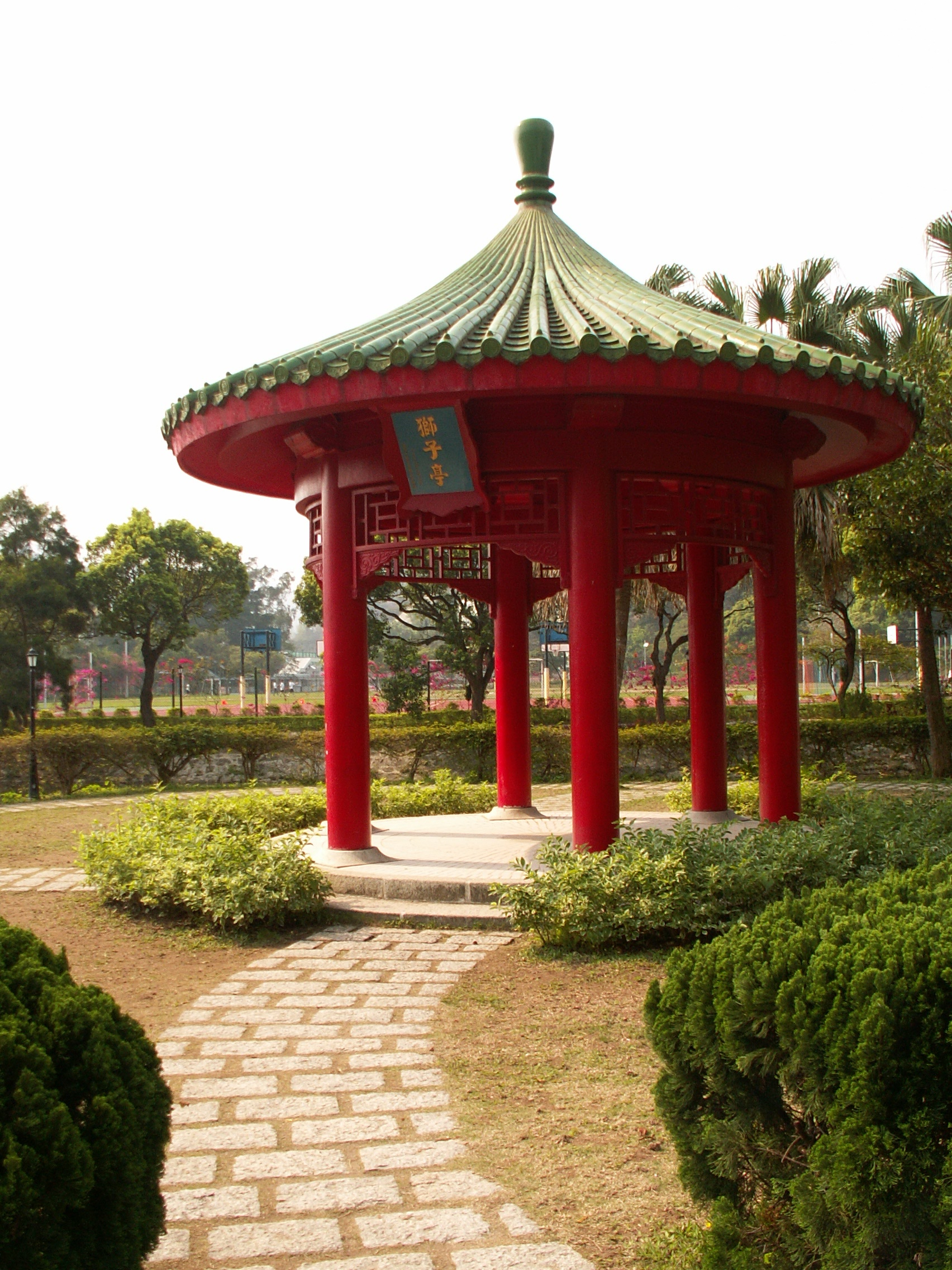
九龍中央獅子亭

九龍中央獅子亭位於香港沙田區馬料水香港中文大學未圓湖中心的一個小島上，由九龍中央獅子會集資所建。遊人從港鐵大學站車站路出口沿池旁路或車站路步幾分鐘即可到達。它是一座中國傳統的八角亭，紅楹綠瓦，由九龍中央獅子會捐建，於1980年6月6日舉行揭幕典禮。

## 西區獅子亭

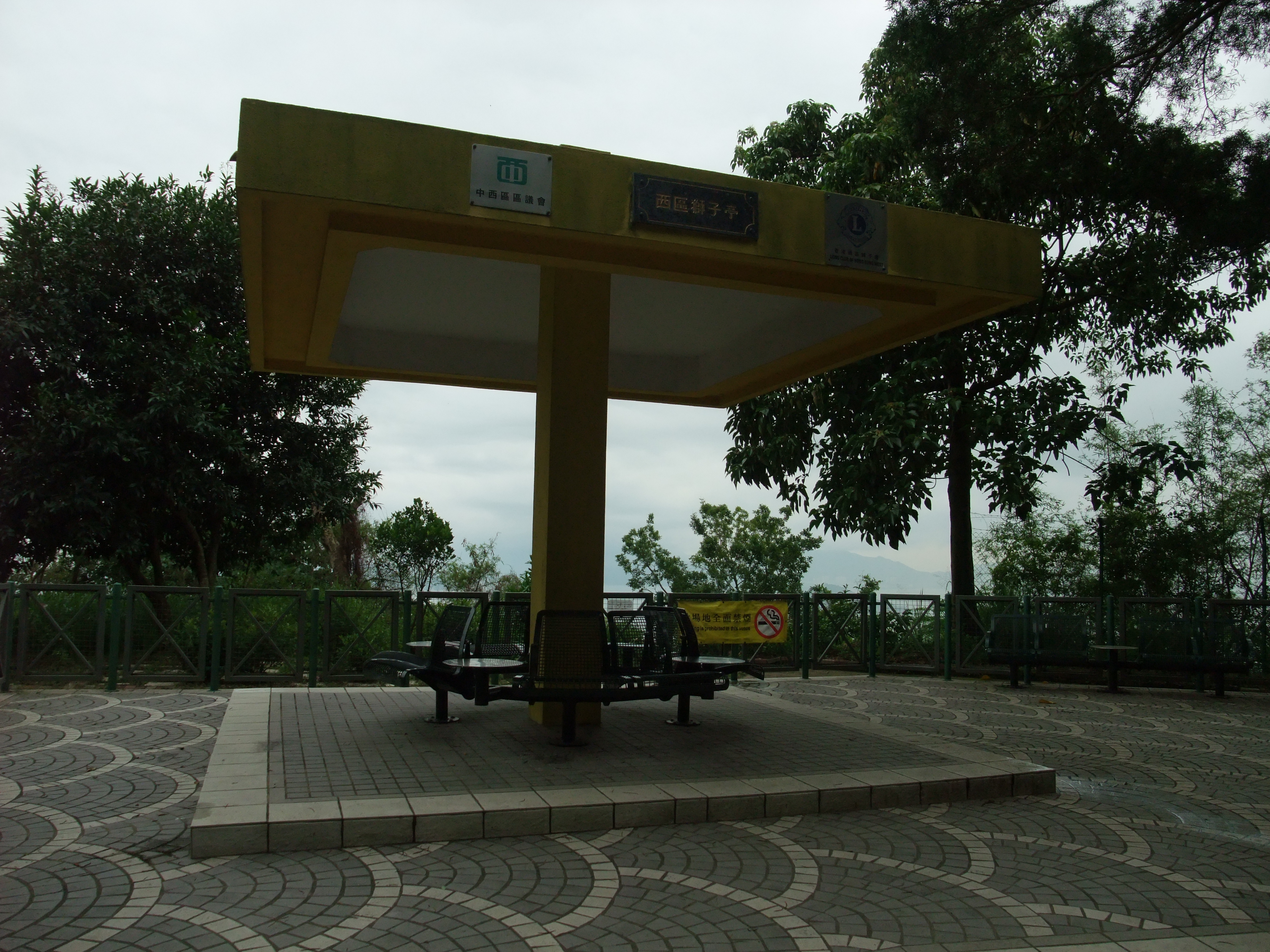
西區獅子亭

西區獅子亭位於香港中西區摩星嶺西麓其中一個炮台遺址旁，是摩星嶺休憩處的一部分，由中西區區議會和西區獅子會合建。遊人從域多利道沿摩星嶺徑住上步約二十分鐘即可到達。

## 屯門獅子亭
屯門獅子亭位於香港屯門區大欖郊野公園以西的屯門徑，由屯門獅子會所建。

## 新娘潭獅子亭

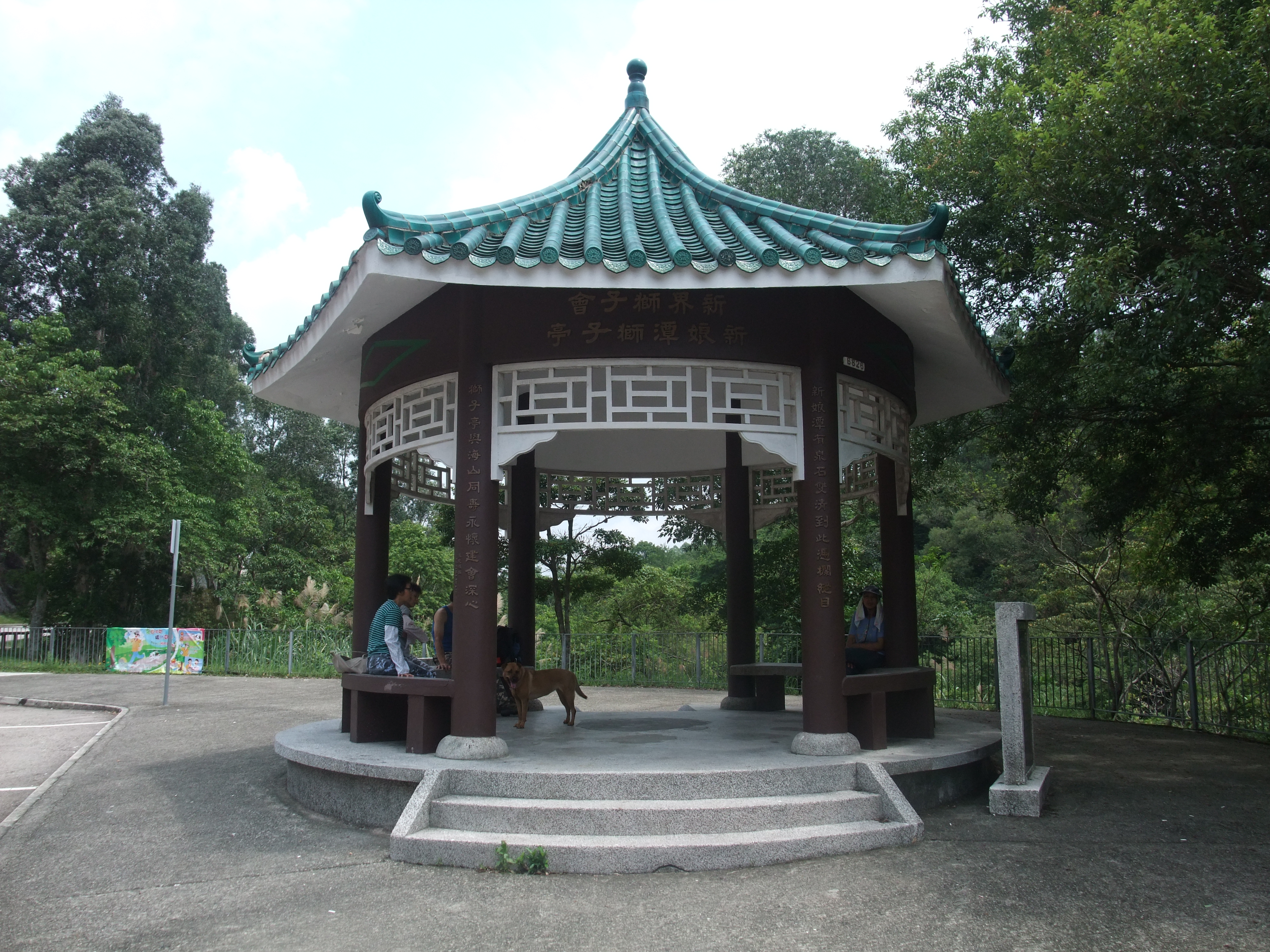
新娘潭獅子亭

新娘潭獅子亭位於香港大埔區新娘潭新娘潭路旁，由新界獅子會集資所建。1981年7月25日，新娘潭獅子亭由新界北區理民府羅家駿太平紳士主持奠基典禮。該處亦為新娘潭自然教育徑起訖點和八仙嶺自然教育徑終點。

## 澳門獅子亭

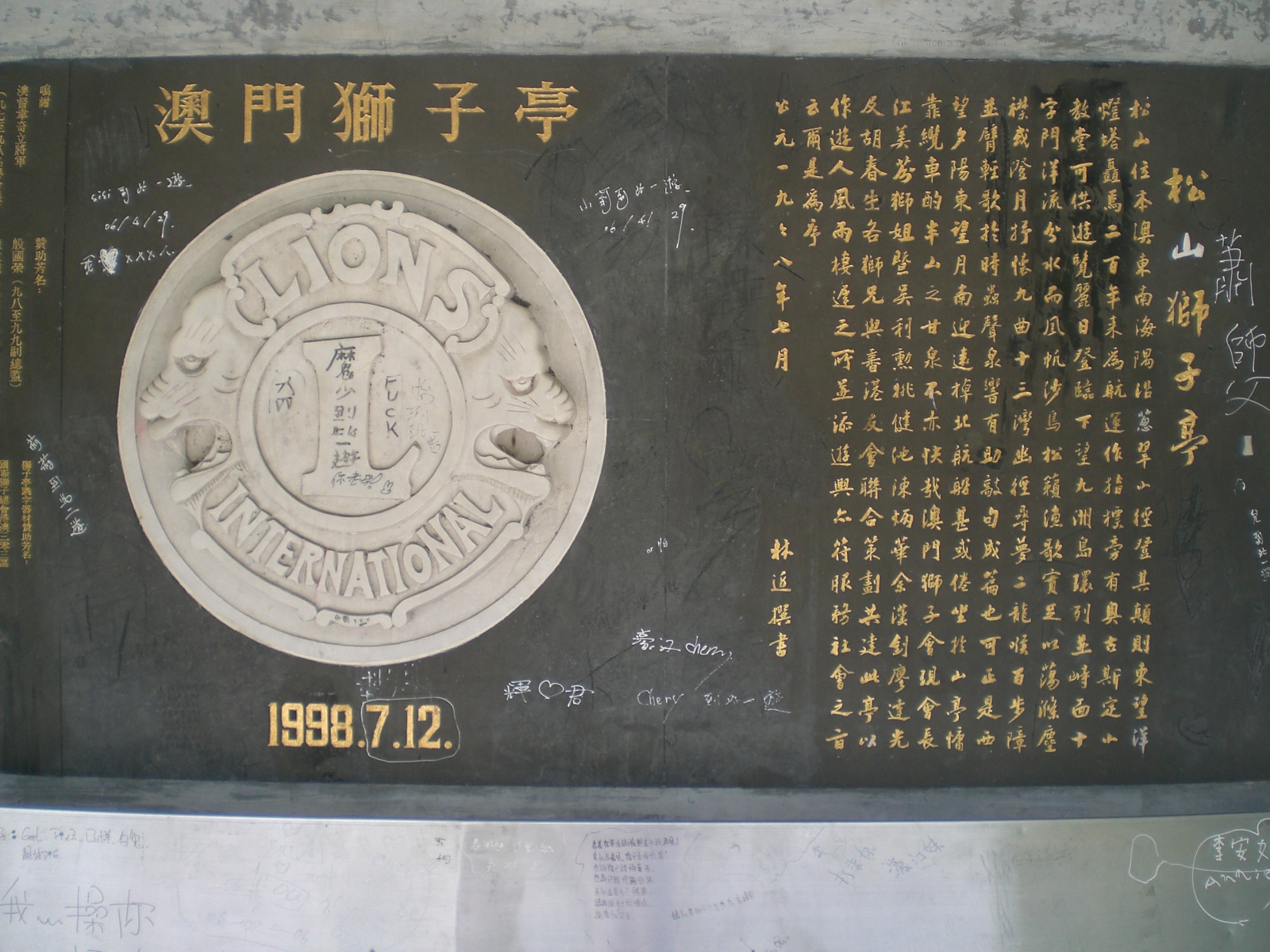
澳門獅子亭石碑

澳門獅子亭位於澳門東望洋山，建於1998年7月12日。

## 資料來源
1. ↑  .   [2018-02-04]. （原始内容存档于2020-12-01）.

## 外部連結
维基共享资源上的相關多媒體資源：獅子亭